# Loibersdorf (Aying)
Loibersdorf ist ein Gemeindeteil der oberbayerischen Gemeinde Aying im Landkreis München. 

## Geographie
Der Weiler Loibersdorf liegt circa drei Kilometer östlich von Aying.

## Baudenkmäler
Siehe: Liste der Baudenkmäler in Loibersdorf